# Асмус, Константин Владимирович
Константин Владимирович Асмус (12 [24] мая 1857, Санкт-Петербург — 24 февраля [8 марта] 1916, Нижний Новгород) — генерал-лейтенант русской императорской армии, участник Первой мировой войны.

## Биография
Родился в православной семье титулярного советника Владимира Андреевича (Вольдемар-Андре) Асмуса (1818—1878) 12 (24) мая 1857 года. Его дед — Асмус, Андрей Иванович (1759—1833).
Поступил в Техническую артиллерийскую школу своекоштным учеником (17.08.1874), где и был принят на военную службу с производством в младшие подмастерья унтер-офицерского звания (01.11.1874).
В 1877 году был командирован в Санкт-Петербургский арсенал (1877) — назначен мастером 2-го разряда (02.07.1878). Затем: произведён в мастера 1-го разряда (04.04.1880). После сдачи в Михайловском артиллерийском училище установленного экзамена был переименован в подпрапорщики с прикомандированием к Свеаборгской крепостной артиллерии (16.11.1882); прапорщик (ст. 18.12.1882); подпоручик (пр. 01.08.1884; ст. 18.12.1882); поручик (пр. 25.10.1887; ст. 18.12.1886).
Окончил Николаевскую академию Генерального штаба в 1891 году по 1-му разряду. За отличные успехи в науках во время обучения в академии был произведен в штабс-капитаны (пр. 22.05.1891; ст. 22.05.1891). Состоял при Московском военном округе. По Генеральному штабу служил в штабе 13-го армейского корпуса (ст. адъютант штаба 36-й пехотной дивизии 26.11.1891—07.01.1897).
Капитан (пр. 28.03.1893; ст. 28.03.1893). Цензовое командование ротой проходил в 142-м пехотном Звенигородском полку (17.10.1893—31.10.1894). Неоднократно исполнял должность начальника штаба дивизии и был награждён орденом Св. Станислава 3-й степени (06.12.1895). И.д. ст. адъютанта штаба Омского военного округа (07.01.1897—05.06.1901).
Подполковник (пр. 13.04.1897; ст. 13.04.1897). Утверждён в должности старшего адъютанта Омского военного округа (13.04.1897). Полковник (пр. 01.04.1901; ст. 01.04.1901). Штаб-офицер при управлении Финляндской стрелковой бригады (05.06.—27.12.1901). И.д. начальника штаба Свеаборгской крепости (27.12.1901—11.10.1904). С 28.04.1903 был прикомандирован к 3-му Финляндскому стрелковому полку на 4 месяца для командования батальоном (26.05.—26.09.1903). 
Командовал 316-м пехотным Вышневолоцким полком (11.10.1904—20.03.1906), 37-м пехотным Екатеринбургским полком (20.03.1906—22.05.1910). Неоднократно временно командовал 2-й бригадой 10-й пехотной дивизии.
Генерал-майор с назначением начальником штаба 19-го армейского корпуса (пр. 22.05.1910; ст. 22.05.1910; за отличие).
Участник мировой войны; 4 апреля 1915 года был назначен командующим 27-й пехотной дивизией. За бои у Пабиянице 21-22 ноября 1914 года был награждён Георгиевским оружием (приказ командующего 5-й армии 26.01.1915, Выс. Указ 20.05.1915). Генерал-лейтенант за боевые отличия с утверждением в должности начальника 27-й пехотной дивизии (18.02.1916).
Умер в Нижнем Новгороде 24 февраля (8 марта) 1916 года. После отпевания в Варваринской церкви 26 февраля был похоронен на Казанском кладбище при Крестовоздвиженском монастыре. Исключен из списков умершим 07.03.1916.

## Награды
- орден Св. Станислава 3-й ст. (06.12.1895);
- орден Св. Анны 3-й ст. (06.12.1898);
- орден Св. Станислава 2-й ст. (06.12.1904);
- орден Св. Анны 2-й ст. (09.04.1908);
- орден Св. Владимира 3-й ст. (06.12.1913);
- орден Св. Станислава 1-й ст. с мечами (02.01.1915);
- орден Св. Анны 1-й ст. с мечами (06.02.1915);
- Георгиевское оружие (ВП 20.05.1915).

## Семья
Был женат на Евгении Николаевне Автамоновой(?[уточнить])
Их сын — Асмус, Владимир Константинович (1891—1960) — библиограф и историк по естественным наукам.